# Камнев (Брянская область)
Ка́мнев — хутор в Клетнянском районе Брянской области. Входит в состав Мирнинского сельского поселения.

## География
Хутор находится в северо-западной части Брянской области, на правом берегу реки Ипуть, на расстоянии примерно 21 км (по прямой) к юго-западу от посёлка городского типа Клетня, административного центра района.

### Часовой пояс
Хутор Камнев, как и вся Брянская область, находится в часовой зоне МСК (московское время). Смещение применяемого времени относительно UTC составляет +3:00.

## История
Хутор возник в конце XIX века как постоялый двор на тракте Мглин — Рославль. На карте 1941 года отмечен был как хутор Каменева с 12 дворами. В середине XX века на хуторе работал колхоз «Челюскин».

## Население
| 2010 | 2013 |
| ---- | ---- |
| 22   | ↘21  |

### Национальный состав
Согласно результатам переписи 2002 года, в национальной структуре населения русские составляли 97 % из 37 чел.

## Известные уроженцы
- Зыкин, Филипп Трофимович (1915—1961) — советский военнослужащий, старший сержант, Герой Советского Союза.